# Xã Deer Creek, Quận Mercer, Pennsylvania
Xã Deer Creek (tiếng Anh: Deer Creek Township) là một xã thuộc quận Mercer, tiểu bang Pennsylvania, Hoa Kỳ. Năm 2010, dân số của xã này là 502 người.